# Paulien Timmer
Paulien Timmer (Groningen, 25 mei 1988) is een Nederlandse auteur, ondernemer en coach.
Timmer studeerde Gezondheidsvoorlichting in Wageningen. Na haar studie interviewde ze honderd stellen die langer dan veertig jaar gelukkig getrouwd waren. In 2016 kwam het boek dat ze daar over schreef, Lang+Gelukkig: Huwelijkswijsheden uit.
In 2016 startte ze het online platform Lang+Gelukkig, waarmee Timmer nu mensen helpt met twijfel in hun relatie. In meerdere interviews vertelt Timmer dat ze zelf heeft getwijfeld in het begin van haar relatie en nu gelukkig is met haar man.
In 2017 kwam haar tweede boek uit: 50 Relatieboosters: een happy relatie in 5 minuten per dag, gebaseerd op wat ze leerde in haar opleidingen aan het Gottman Institute in Amerika.